# Mohammad Mahfoud
Mohammad Mahfoud (født 1965) er en dansk-syrisk foredragsholder, debattør, kørelærer og formand for Dansk Syrisk Forening.
Han er født i den syriske havneby Latakia og blev student i 1982. I 1984 tog han til Frankrig, hvor han læste fransk og studerede medicin. I 1989 blev han gift med sin kone Vigdis fra Færøerne, og sammen flyttede de til Danmark, hvor de står i spidsen for Dansk Syrisk Forening. Han er dansk statsborger siden 1998 og arbejder i dag som selvstændig kørelærer i København. Tidligere har han arbejdet som konstruktionsarbejder hos entreprenørvirksomheden E. Pihl & Søn, imens han studerede dansk på HF.
I 2017 var han tiltalt for at have snydt med teoriprøver i en stor sag mod en gruppe københavnske kørelærere, men blev frifundet ved Østre Landsret i marts 2018 .

## Dansk Syrisk Forening
Han har i forbindelse med Borgerkrigen i Syrien fremtrådt adskillige gange i medierne, hvor han har udtrykt støtte til Syriens præsident Bashar al-Assad. I oktober 2013 blev han på Nørrebro truet med halshugning af en gruppe islamister, hvoraf en tiltalt efterfølgende blev dræbt i kamp for Islamisk Stat i Syrien, imens en anden blev idømt 30 dages ubetinget fængsel ved Retten på Frederiksberg. I 2014 udtalte Mahfoud til Politiken, at han er utryg ved at færdes på gaden i København pga. islamistiske ekstremister  og til Ritzau, at der er fredeligt i store områder af Syrien, hvorfor at asylansøgere fra Syrien er et stort problem for Danmark.  Han har udtalt, at det er al-Qaeda og terrorister, der står bag kemiske angreb i Syrien  og at Assad er uskyldig og kæmper for at beskytte Syrien.  Som debattør har han været inviteret af bl.a. DR, Politiken, Berlingske og TV 2, bl.a. imod Naser Khader og Sherin Khankan, og som foredragsholder inviteret af bl.a. Enhedslisten, Socialdemokratiet, Det Radikale Venstre, Venstres Ungdom samt diverse foreninger, skoler og gymnasier.

## Børn
Hans ældste datter, bokseren Sarah Mahfoud, vandt sæson 13 af Vild med dans i 2016. Sønnen Allan Mahfoud har som Sarah kontrakt med boksepromotor Mogens Palle.

## Fodnoter
1. ↑  Mohammad Mahfoud. Hentet 3. november 2013.
2. ↑  'Vild med dans'-vinders far skal i fængsel – Ekstra Bladet
3. ↑  "Arkiveret kopi". Arkiveret fra originalen 20. februar 2020. Hentet 23. april 2021.
4. ↑  DR Nyheder: "Dansk Syrisk Forening: Assad er uskyldig". Hentet 3. november 2013.
5. ↑  TV2 Nyhederne: "Syrien-formand: Islamister vil halshugge mig". Hentet 3. november 2013.
6. ↑  MetroXpress: "Salafister ville halshugge formand på restaurant" Arkiveret 4. november 2013 hos  Wayback Machine. Hentet 3. november 2013.
7. ↑  https://politiken.dk/udland/art5519825/Formand-for-syrisk-venskabsforening-»Jeg-er-bange-for-at-færdes-i-København«
8. ↑  Syrisk forening i Danmark: Asylboom er et stort problem | fyens.dk
9. ↑  Dansk-syrisk formand: Al Qaida står bag gas-angreb – Ekstra Bladet
10. ↑  https://politiken.dk/udland/art5470136/Dansk-syrisk-venskabsforening-»Assad-gør-alt-for-at-sikre-civilbefolkningen«